# Meritites (Königstochter)
Meritites war eine Prinzessin oder Titularprinzessin der altägyptischen 4. Dynastie. Sie lebte wahrscheinlich während der Regierungszeit von König Cheops.

## Herkunft und Familie
Die genaue Herkunft von Meritites ist unklar. Eine Verwandtschaft mit dem Königshaus der 4. Dynastie wird nur durch ihren Titel suggeriert. Die Forschung geht aber mehrheitlich davon aus, dass es sich bei ihr lediglich um eine Titularprinzessin handelt. Dies wird auch durch die Position ihres Grabes nahegelegt, in dessen Umgebung mehrere weitere Titularprinzen bestattet wurden. Ob zu diesen ein Verwandtschaftsverhältnis bestand, ist ebenfalls unklar.

## Titel
Der einzige überlieferte Titel von Meritites ist der einer leiblichen Königstochter.

## Grabstätte

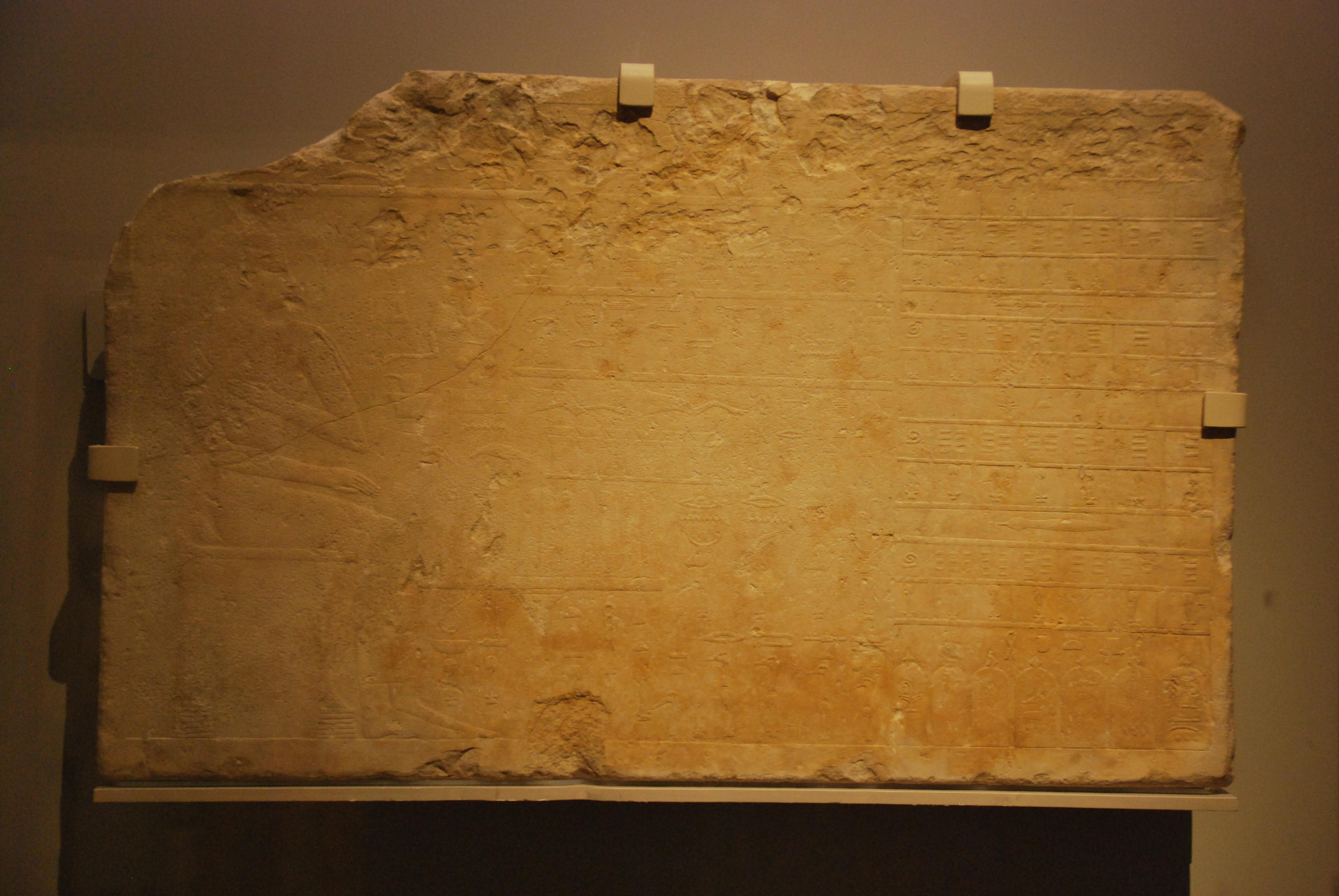
Scheintürtafel der Meritites aus ihrem Grab in Gizeh; Boston Museum of Fine Arts, 12.1510

Meritites wurde in der Mastaba G 4140 auf dem Westfriedhof der Nekropole von Gizeh beigesetzt. In der Grabkapelle wurde eine Scheintürtafel für Meritites gefunden. Im Grabschacht wurden zwei sogenannte Ersatzköpfe entdeckt, von denen einer Meritites zeigt, der andere eine männliche Person, mutmaßlich ihren Ehemann, dessen Name und Titel nicht überliefert sind.